# 布朗庫堡區
布朗庫堡區 （葡萄牙語：Distrito de Castelo Branco，葡萄牙語：[kɐʃˈtɛlu ˈβɾɐ̃ku] ⓘ）是葡萄牙中部內陸的一個區。面積6,675平方公里，人口208,069人 （2001年）。首府布朗库堡，下分11市镇。